# 塔拉甘特

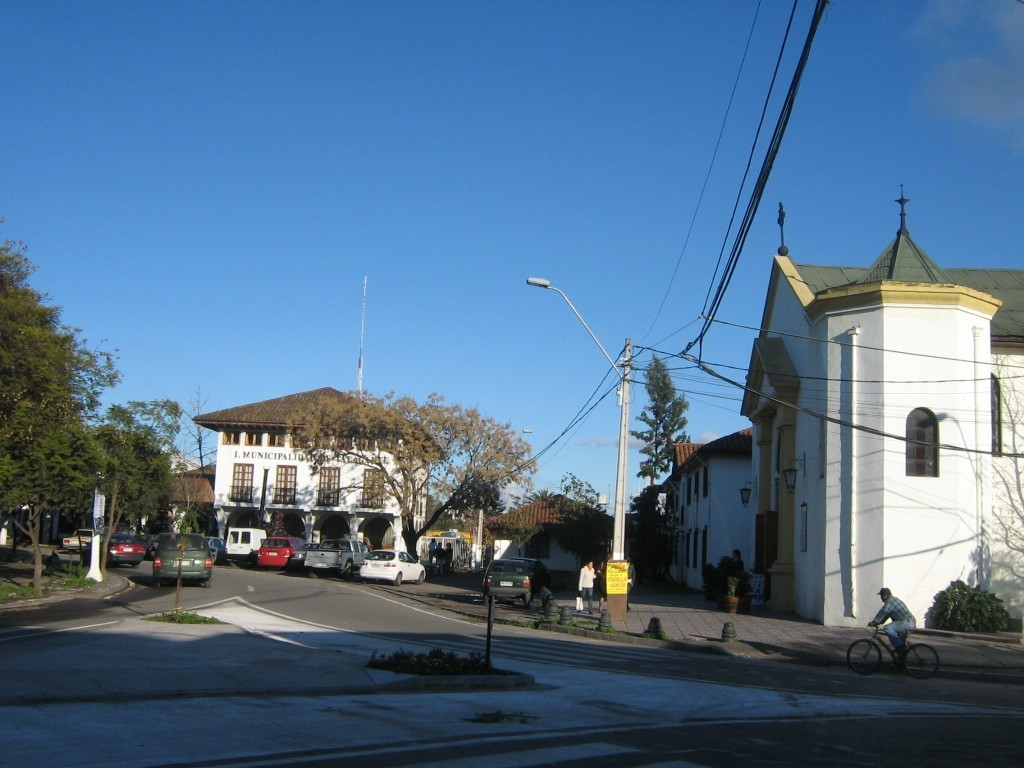

塔拉甘特（西班牙語：Talagante）是智利的城鎮，位於該國中部，由聖地亞哥首都大區負責管轄，也是塔拉甘特省的首府，始建於1837年，面積321平方公里，海拔高度313米，2002年人口59,805，人口密度每平方公里186.3人。

## 外部連結
- （西班牙文） Municipality of Talagante （页面存档备份，存于）